# イサーク・カラッソ
イサーク・カラッソ（Isaac Carasso、1874年 – 1939年4月19日）は、オスマン帝国出身の医師で実業家。ダノンの創業者。英語読みでアイザック・カラッソと呼ばれる場合もある。

## 生涯
本名イザク・カラス（İzak Karasu）としてサロニカのセファルディムの家系に生まれる。Karasuとは「黒い水」の意味。青年トルコ人革命の中心人物エマヌエル・カラッソはおじに当たる。
1916年、バルカン戦争の戦火とギリシア軍の進撃を避けてカタルーニャのバルセロナに移住し、イサーク・カラッソと改名。医学部卒業後、消化器や腸の病に苦しむ幼児が多いことに着眼。酸乳を健康食として普及させたイリヤ・メチニコフの研究から影響を受け、バルカン半島では胃腸の病のためにヨーグルトが食べられていることを思い出し、ヨーグルトの種菌をブルガリアから輸入。伝統的な製法とパリのパスツール研究所の純粋培養システムを組み合わせることにより、ヨーグルト生産の工業化を最初に成し遂げた。当時まだ西欧にはヨーグルトが普及していなかったため、当初カラッソはヨーグルトを薬局を通じて医薬品として販売していた。
彼が設立した会社は1919年にダノン・グループに発展した。この社名は、息子ダニエルの名のカタルーニャ語形による愛称に由来する。
息子のダニエル・カラッソはダノン・グループの経営を継ぎ、カタルーニャとフランスに事業を展開したが、1941年、ナチス・ドイツの侵攻に伴って米国に移住。これに先立つ1939年、イサークはフランスで死去した。